# Stonewall Book Award

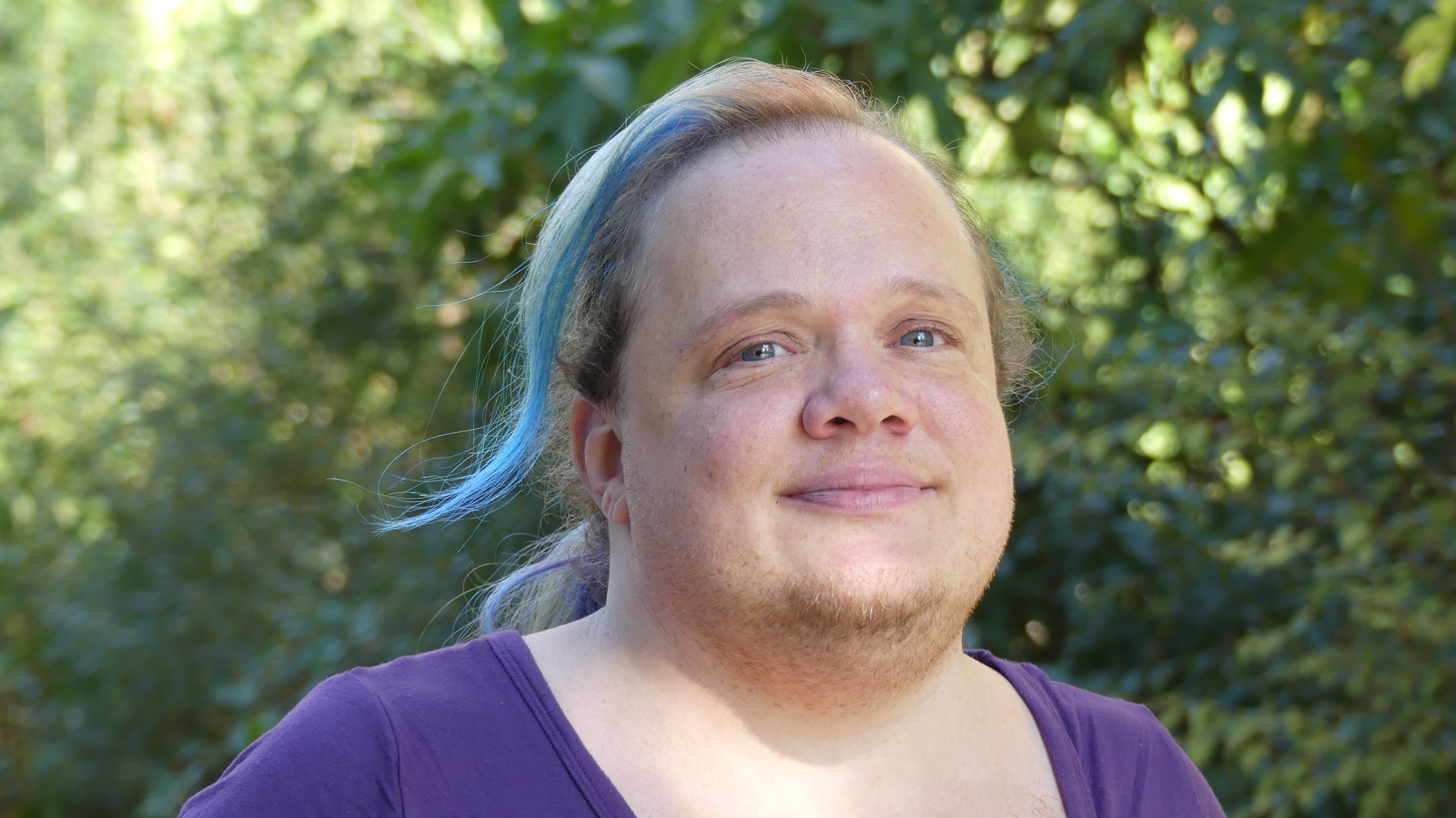
Stonewall Book Award-Gewinner 2016 in der Kategorie Kinderbuch: Alex Gino (2016 beim Kinder- und Jugendprogramm des 16. Internationalen Literaturfestivals Berlin)

Der Stonewall Book Award ist ein seit 1971 jährlich vergebener Literaturpreis für englischsprachige LGBT-Literatur und -Sachbücher (Lesbian, Gay, Bisexual und Transgender). Er wird vom Arbeitskreis der American Library Association für Lesben, Schwule, Bisexuelle und Transgender (Gay, Lesbian, Bisexual, and Transgendered Round Table) vergeben.

## Geschichte
Der Stonewall Book Award wurde 1971 unter dem Titel Gay Book Award gegründet. Er war zunächst Teil einer Graswurzelbewegung. Das erste ausgezeichnete Buch war Patience and Sarah von Isabel Miller. 1986 wurde der Preis erstmals von der American Library Association vergeben.
Der Name des Preises wechselte im Laufe der Jahrzehnte öfter seinen Namen:
- 1971–1986: Gay Book Award
- 1987–1993: Gay and Lesbian Book Award
- 1994–1998: Gay, Lesbian and Bisexual Book Award
- 1999–2001: Gay, Lesbian, Bisexual and Transgendered Book Awards

2002 erhielt er seinen heutigen Namen, der an die Stonewall-Demonstration von 1969 erinnern soll.

## Preisverleihung
Der Preis gehört zum Rainbow Round Table (RRT), ehemals  Gay, Lesbian, Bisexual, and Transgender Round Table, einer Organisation innerhalb der American Library Association, die sich aus Personen der LGBTQIA+ zusammensetzt. Die Nominierungen können von jedem über die Website der Organisation beantragt werden, wobei die Mitglieder des Komitees selbst nur Werke nominieren dürfen, an denen sie selbst nicht mitgewirkt haben. Über die endgültige Nominierung entscheidet das Komitee. Jährlich werden pro Kategorie etwa fünf Bücher nominiert. Die Bücher müssen im vorangegangenen Jahr in englischer Sprache erschienen sein.
Das Komitee setzt sich aus einer gleichen Anzahl als Männern identifizierenden und Frauen identifizierenden Personen zusammen. Jedes Jahr im Januar werden die Preisträger der bis Ende Oktober des Vorjahres eingegangenen Nominierungen bekanntgegeben.
Auf der jährlichen Konferenz der American Library Association im Juni werden die Preise in Form einer Medaille und einer finanziellen Anerkennung übergeben. Seit 1990 wird der Preis in den Sparten Literatur (Barbara Gittings Literature Award) und Sachbuch (Israel Fishman Non-Fiction Award) vergeben. Im Jahr 2010 kam noch die Sparte Kinder- und Jugendliteratur (Children’s and Young Adult Literature Award) dazu.
Der Preis ist mit 1000 US-Dollar dotiert. Die Preisträger erhalten außerdem eine Tafel. Das ausgezeichnete Buch erhält ein Siegel. Dieses hat die Form einer stilisierte Version des Rosa Winkels, wie es in den Konzentrationslagern des Dritten Reiches als Zeichen für homosexuelle Häftlinge verwendet wurde. Der Winkel selbst ist schwarz mit einem pinken Kreis im oberen linken Ecken, in der Mitte ist ein aufgeschlagenes Buch abgebildet. Im oberen rechten Ecken ist das Zeichen der American Library Association.

## Preisträger
Sp. = Sparte, SB = Sachbuch, Lit = Literatur, KJL = Kinder- und Jugendliteratur
| Jahr | Sp. | Preisträger                                 | Buchtitel |
| ---- | --- | ------------------------------------------- | --- |
| 1971 |     | Isabel Miller                               | Patience and Sarah |
| 1972 |     | Peter Fisher                                | The Gay Mystique: The Myth and Reality of Male Homosexuality                                                                                      |
| 1972 |     | Del Martin und Phyllis Lyon                 | Lesbian/Woman |
| 1973 |     | Kein Preis vergeben.                        | |
| 1974 |     | Jeannette Howard Foster                     | Sex Variant Women in Literature: A Historical and Quantitative Survey                                                                             |
| 1975 |     | Jonathan David Katz (Hrsg.)                 | Homosexuality: Lesbians and Gay Men in Society, History, and Literature                                                                           |
| 1976 |     | Kein Preis vergeben.                        | |
| 1977 |     | Howard Brown                                | Familiar Faces, Hidden Lives: The Story of Homosexual Men in America Today                                                                        |
| 1978 |     | Ginny Vida (Hrsg.)                          | Our Right to Love: A Lesbian Resource Book |
| 1979 |     | Betty Fairchild und Nancy Hayward           | That You Know: What Every Parent Should Know About Homosexuality                                                                                  |
| 1980 |     | Winston Leyland (Hrsg.)                     | Now the Volcano: An Anthology of Latin American Gay Literature                                                                                    |
| 1981 |     | John Boswell                                | Christianity, Social Tolerance, and Homosexuality: Gay People in Western Europe from the Beginning of the Christian Era to the Fourteenth Century |
| 1982 |     | Lillian Faderman                            | Surpassing the Love of Men: Romantic Friendship and Love Between Women from the Renaissance to the Present                                        |
| 1982 |     | J.R. Roberts                                | Black Lesbians: An Annotated Bibliography |
| 1982 |     | Vito Russo                                  | The Celluloid Closet: Homosexuality in the Movies                                                                                                 |
| 1983 |     | Kein Preis vergeben.                        | |
| 1984 |     | John D’Emilio                               | Sexual Politics, Sexual Communities: The Making of a Homosexual Minority in the United States, 1940-1970                                          |
| 1985 |     | Judy Grahn                                  | Another Mother Tongue: Gay Words, Gay Worlds |
| 1986 |     | Cindy Patton                                | Sex and Germs: The Politics of AIDS |
| 1987 |     | Walter Williams                             | The Spirit and the Flesh: Sexual Diversity in American Indian Culture                                                                             |
| 1988 |     | Joan Nestle                                 | A Restricted Country |
| 1988 |     | Randy Shilts                                | And the Band Played On: Politics, People, and the AIDS Epidemic                                                                                   |
| 1989 |     | Alan Hollinghurst                           | The Swimming Pool Library |
| 1989 |     | Sarah Schulman                              | After Delores |
| 1990 | SB  | Neil Miller                                 | In Search of Gay America: Women and Men in a Time of Change                                                                                       |
| 1990 | Lit | David B. Feinberg                           | Eighty-Sixed |
| 1991 | SB  | Wayne Dynes (Hrsg.)                         | Encyclopedia of Homosexuality (William Armstrong Percy)                                                                                           |
| 1991 | Lit | Minnie Bruce Pratt                          | Crime against Nature |
| 1992 | SB  | Lillian Faderman                            | Odd Girls and Twilight Lovers: A History of Lesbian Life in Twentieth Century America                                                             |
| 1992 | Lit | Paul Monette                                | Halfway Home |
| 1993 | SB  | Eric Marcus                                 | Making History: The Struggle for Gay and Lesbian Equal Rights, 1945-1990                                                                          |
| 1993 | Lit | Essex Hemphill                              | Ceremonies: Prose and Poetry |
| 1994 | SB  | Phyllis Burke                               | Family Values: Two Moms and Their Son |
| 1994 | Lit | Leslie Feinberg                             | Stone Butch Blues |
| 1995 | SB  | Dorothy Allison                             | Skin: Talking About Sex, Class & Literature |
| 1995 | SB  | Philip Sherman und Samuel Bernstein         | Uncommon Heroes: A Celebration of Heroes and Role Models for Gay and Lesbian Americans                                                            |
| 1995 | Lit | Marion Dane Bauer                           | Am I Blue?: Coming Out from the Silence |
| 1996 | SB  | Urvashi Vaid                                | Virtual Equality: The Mainstreaming of Gay and Lesbian Liberation                                                                                 |
| 1996 | Lit | Jim Grimsley                                | Dream Boy |
| 1997 | SB  | Fenton Johnson                              | Geography of the Heart: A Memoir |
| 1997 | Lit | Emma Donoghue                               | Hood |
| 1998 | SB  | Adam Mastoon                                | The Shared Heart: Portraits and Stories Celebrating Lesbian, Gay, and Bisexual Young People                                                       |
| 1998 | Lit | Lucy Jane Bledsoe                           | Working Parts: A Novel |
| 1999 | SB  | Sarah Schulman                              | Stagestruck: Theater, AIDS, and the Marketing of Gay America                                                                                      |
| 1999 | Lit | Michael Cunningham                          | The Hours |
| 2000 | SB  | Barrie Jean Borich                          | My Lesbian Husband: Landscape of a Marriage |
| 2000 | Lit | Marci Blackman                              | Po Man’s Child: A Novel |
| 2001 | SB  | William N. Eskridge                         | Gaylaw: Challenging the Apartheid of the Closet                                                                                                   |
| 2001 | Lit | Sarah Waters                                | Affinity |
| 2002 | SB  | Barry Werth                                 | The Scarlet Professor: Newton Arvin, a Literary Life Shattered by Scandal                                                                         |
| 2002 | Lit | Moisés Kaufman und Tectonic Theatre Project | The Laramie Project |
| 2003 | SB  | Joanne Meyerowitz                           | How Sex Changed: a History of Transsexuality in the United States                                                                                 |
| 2003 | Lit | Noel Alumit                                 | Letters to Montgomery Clift: a Novel |
| 2004 | SB  | John D’Emilio                               | Lost Prophet: The Life and Times of Bayard Rustin                                                                                                 |
| 2004 | Lit | Monique Truong                              | The Book of Salt |
| 2005 | SB  | Joan Roughgarden                            | Evolution’s Rainbow: Diversity, Gender, and Sexuality in Nature and People                                                                        |
| 2005 | Lit | Colm Tóibín                                 | The Master: Novel |
| 2006 | SB  | Joshua Gamson                               | The Fabulous Sylvester: the Legend, the Music, the 70s in San Francisco                                                                           |
| 2006 | Lit | Abha Dawesar                                | Babyji |
| 2007 | SB  | Alison Bechdel                              | Fun Home: A Family Tragicomic |
| 2007 | Lit | Andrew Holleran                             | Grief: A Novel |
| 2008 | SB  | Mark Doty                                   | Dog Years: A Memoir |
| 2008 | Lit | Ellis Avery                                 | The Teahouse fire |
| 2009 | SB  | William N. Eskridge                         | Dishonorable Passions: Sodomy Laws in America, 1861-2003                                                                                          |
| 2009 | Lit | Evan Fallenberg                             | Light Fell |
| 2010 | SB  | Nathaniel Frank                             | Unfriendly Fire: How the Gay Ban Undermines the Military and Weakens America                                                                      |
| 2010 | Lit | David Francis                               | Stray Dog Winter: A Novel |
| 2010 | KJL | Nick Burd                                   | The Vast Fields of Ordinary |
| 2011 | SB  | Emma Donoghue                               | Inseparable: Desire between Women in Literature                                                                                                   |
| 2011 | Lit | Barb Johnson                                | More of This World or Maybe Another |
| 2011 | KJL | Brian Katcher                               | Almost Perfect |
| 2012 | SB  | Jonathan David Katz und David C. Ward       | Hide/Seek: Difference and Desire in American Portraiture                                                                                          |
| 2012 | SB  | Michael Bronski                             | A Queer History of the United States |
| 2012 | Lit | Wayne Hoffman                               | Sweet Like Sugar |
| 2012 | KJL | Bil Wright                                  | Putting Makeup on the Fat Boy |
| 2013 | SB  | Keith Boykin (Hrsg.)                        | For Colored Boys Who Have Considered Suicide When the Rainbow is Still Not Enough: Coming of Age, Coming Out, and Coming Home                     |
| 2013 | Lit | Ellis Avery                                 | The Last Nude |
| 2013 | KJL | Benjamin Alire Sáenz                        | Aristotle and Dante Discover the Secrets of the Universe                                                                                          |
| 2014 | SB  | David McConnell                             | American Honor Killings: Desire and Rage Among Men                                                                                                |
| 2014 | SB  | Lori Duron                                  | Raising My Rainbow: Adventures in Raising a Fabulous, Gender Creative Son                                                                         |
| 2014 | Lit | Hilary Sloin                                | Art on Fire |
| 2014 | KJL | Kirstin Cronn-Mills                         | Beautiful Music for Ugly Children |
| 2014 | KJL | e.E. Charlton-Trujillo                      | Fat Angie |
| 2015 | SB  | Scott Alan Kugle                            | Living Out Islam: Voices of Gay, Lesbian, and Transgender Muslims                                                                                 |
| 2015 | Lit | Saeed Jones                                 | Prelude to Bruise |
| 2015 | KJL | Gayle E. Pitman                             | This Day in June |
| 2016 | SB  | Kenji Yoshino                               | Speak Now: Marriage Equality on Trial |
| 2016 | Lit | Carolina De Robertis                        | The Gods of Tango |
| 2016 | KJL | Alex Gino                                   | George |
| 2016 | KJL | Bill Konigsberg                             | The Porcupine of Truth |
| 2017 | SB  | David France                                | How to Survive a Plague: The inside story of how citizens and science tamed AIDS                                                                  |
| 2017 | Lit | Chris McCormick                             | Desert Boys |
| 2017 | KJL | Rick Riordan                                | Magnus Chase and the Gods of Asgard: The Hammer of Thor                                                                                           |
| 2017 | KJL | Meredith Russo                              | If I Was Your Girl |
| 2018 | SB  | John Chaich und Todd Oldham                 | Queer Threads: Crafting Identity and Community |
| 2018 | Lit | Cat Fitzpatrick und Casey Plett (Hrsg.)     | Meanwhile, Elsewhere: Science Fiction and Fantasy from Transgender Writers                                                                        |
| 2018 | KJL | Dashka Slater                               | The 57 Bus |
| 2018 | KJL | Brandy Colbert                              | Little & Lion |
| 2019 | SB  | Michael Amherst                             | Go the Way Your Blood Beats |
| 2019 | Lit | Rebecca Makkai                              | The Great Believers |
| 2019 | KJL | Jessica Love                                | Julian is a Mermaid |
| 2019 | KJL | Kacen Callender                             | Hurricane Child |
| 2020 | SB  | Saeed Jones                                 | How We Fight for Our Lives: A Memoir |
| 2020 | Lit | Carolina De Robertis                        | Cantoras |
| 2020 | KJL | Dean Atta                                   | The Black Flamingo |
| 2020 | KJL | Kyle Lukoff                                 | When Aidan Became a Brother |
| 2021 | SB  | Bonnie Ruberg                               | Queer Games Avant-Garde: How LGBTQ Game Makers are Reimagining the Medium of Video Games                                                          |
| 2021 | Lit | Zeyn Joukhadar                              | The Thirty Names of Night |
| 2021 | KJL | Archaa Shrivastav                           | We Are Little Feminists: Families |
| 2022 | SB  | Akwaeke Emezi                               | Dear Senthuran: A Black Spirit Memoir |
| 2022 | Lit | Rivers Solomon                              | Sorrowland |
| 2022 | KJL | Kyle Lukoff                                 | Too Bright to See |
| 2022 | KJL | Malinda Lo                                  | Last Night at the Telegraph Club |
| 2023 | SB  | Cecilia Gentili Faltas                      | Letters to Everyone in My Hometown Who Isn't My Rapist                                                                                            |
| 2023 | SB  | Hugh Ryan                                   | The Women's House of Detention: A Queer History of a Forgotten Prison                                                                             |
| 2023 | Lit | Rachel M. Harper                            | The Other Mother |
| 2023 | Lit | Rachel Wiley                                | Revenge Body |
| 2023 | KJL | Charlotte Sullivan                          | Wild |
| 2023 | KJL | Charlene Chua                               | Love, Violet |
| 2024 | SB  | Lamya H                                     | Hijab Butch Blues |
| 2024 | Lit | KB Brookins                                 | Freedom House |
| 2024 | KJL | Nora Dåsnes Cross                           | Cross My Heart and Never Lie |
| 2024 | KJL | Abdi Nazemian                               | Only This Beautiful Moment |